# کلید شهر
کلید شهر، آزادی شهر (انگلیسی: Freedom of the City)، افتخاری است که توسط شهرداری به یکی از اعضای با ارزش جامعه، یا به یک فرد مشهور یا شخصیتی که از آن بازدید می‌کند، اعطا می‌شود. برخاسته از رویه قرون وسطایی اعطای آزادی به شهروندان محترم از رعیت‌داری، این سنت هنوز در کشورهایی مانند ایالات متحده، بریتانیا، ایرلند، استرالیا، کانادا، آفریقای جنوبی و نیوزیلند ادامه دارد – اگرچه امروزه عنوان «آزاد» هیچ امتیاز خاصی قائل نیست. آزادی شهر همچنین می‌تواند توسط مقامات شهرداری به واحدهای نظامی که اعتماد شهر را جلب کرده‌اند اعطا کند. در این زمینه، گاهی «آزادی ورود» نامیده می‌شود. این به آنها آزادی رژه در شهر را می‌دهد و تأییدی بر پیوند بین هنگ و شهروندان است.